# 이와네역
이와네역(일본어: 巌根駅, いわねえき)은 일본 지바현 기사라즈시에 있는 철도역이다. 동일본 여객철도 우치보 선이 지나간다.

## 역 구조
상대식 2면 2선 구조의 지상역으로, 양쪽 승강장은 구름다리로 이어져 있다. 기사라즈역이 관리하며, 역 업무는 JR 지바 철도 서비스가 대신 하고 있다. 자동 개찰기에서 스이카 및 제휴 교통카드의 사용이 가능하다.

### 승강장
| 1 | ■ 우치보 선 | 고이 · 소가 · 지바 · 도쿄 방면                   |
| 2 | ■ 우치보 선 | 기사라즈 · 기미쓰 · 다테야마 · 아와카모가와 방면 |

## 역세권 정보
- 기사라즈시청사 이와네 출장소
- 조개잡이를 할 수 있는 바닷가.

## 역사
- 1941년 11월 20일 - 일본국유철도 보소사이 선 (지금의 우치보 선)의 소데가우라역과 기사라즈역 사이에 새로이 개업했다.
- 1987년 4월 1일 - 민영화에 따라 동일본 여객철도의 소속이 되었다.
- 2001년 11월 18일 - 스이카의 사용이 가능해졌다.

## 인접역
| 동일본 여객철도 우치보 선 | 동일본 여객철도 우치보 선             | 동일본 여객철도 우치보 선  |
| ------------------------- | ------------------------------------- | -------------------------- |
| 소데가우라 소가 방면      | ■ 게이요 선 각역정차 ■ 우치보 선 보통 | 기사라즈 아와카모가와 방면 |